# Virtus Basket
Virtus Basket är en svensk-italiensk basketklubb med tre aktiva lag – ett i italienska serie C2, ett lag i svenska division ett och ett i svenska division 2. Dess italienska bas ligger i Fondi, Kampanien, och dess svenska i Umeå.